# Christian Henn
Christian Henn (Heidelberg, 11 de março de 1964) é um ex-ciclista de estrada alemão que conquistou a medalha de bronze na prova de estrada para a Alemanha Ocidental nos Jogos Olímpicos de 1988, em Seul. Ele venceu o Campeonato Alemão de Ciclismo de Estrada em 1996. Foi um ciclista profissional de 1989 a 1999.